# Eresia prisca
Eresia prisca är en fjärilsart som beskrevs av Carl Heinrich Hopffer 1874. Eresia prisca ingår i släktet Eresia och familjen praktfjärilar. Inga underarter finns listade i Catalogue of Life.